# 2019年岩手県議会議員選挙
2019年岩手県議会議員選挙（2019ねん いわてけんぎかい ぎいんせんきょ）は、岩手県の議決機関である岩手県議会を構成する県議会を選出するため、2019年9月8日に投開票が行われた地方選挙である。

## 概要
2011年3月11日に発生した東北地方太平洋沖地震による震災（東日本大震災）の影響を考慮して、2011年岩手県議会議員選挙が第17回統一地方選挙より延期されていた。2019年度の選挙も第19回統一地方選挙と同一日程ではなくこの日程となった。
同日投開票を迎えた岩手県知事選挙に伴い、現職の達増拓也県政の是非が主な焦点となった。
令和時代最初の都道府県議会選挙であった（同年の統一地方選は平成時代に、第25回参議院議員通常選挙や当選挙は令和に入ってから行われた）。

## 基礎データ
- 告示日：2019年9月2日（月曜日）
- 投票日：2019年9月8日（日曜日）
- 県議会定数：48議席
- 選挙区：16選挙区（うち7選挙区で無投票）

| 選挙区                               | 定数 |
| ------------------------------------ | ---- |
| 盛岡市                               | 10   |
| 宮古(宮古市・下閉伊郡)               | 3    |
| 大船渡市                             | 1    |
| 花巻市                               | 4    |
| 北上(北上市・和賀郡) [2]             | 4    |
| 久慈(久慈市・野田村)                 | 2    |
| 遠野市                               | 1    |
| 一関(一関市・西磐井郡)               | 5    |
| 陸前高田(陸前高田市・気仙郡)         | 1    |
| 釜石市(釜石市・上閉伊郡)             | 2    |
| 二戸(二戸市・二戸郡)                 | 2    |
| 八幡平(八幡平市・雫石町を除く岩手郡) | 2    |
| 奥州(奥州市・胆沢郡)                 | 5    |
| 滝沢(滝沢市・雫石町)                 | 3    |
| 紫波郡                               | 2    |
| 九戸(野田村を除く九戸郡)             | 1    |
出典：岩手県議選62人立候補15人無投票当選.産経新聞8月31日付（2019年9月25日閲覧）。
- 無投票選挙区　
  - 宮古選挙区（3）
  - 滝沢選挙区（3）
  - 釜石選挙区（2）
  - 二戸選挙区（2）
  - 八幡平選挙区（2）
  - 遠野選挙区（1）
  - 陸前高田選挙区（1）
  - 九戸選挙区（1）

- 選挙人登録者数：1,060,326人(令和元年8月29日現在)

出典:岩手県議会議員選挙開票速報（岩手県選挙管理委員会）
- 同日選挙

2019年岩手県知事選挙

## 立候補者
62名が立候補を届け出て、最終的な立候補者数は前回選挙より1人下回り戦後最少の立候補者数となった。また、15名が無投票当選となった。
| 党派             | 合計  | 新旧内訳 | 新旧内訳 | 新旧内訳 | 無投票 当選 | 選挙前 勢力 |
| 党派             | 合計  | 現職     | 元職     | 新人     | 無投票 当選 | 選挙前 勢力 |
| ---------------- | ----- | -------- | -------- | -------- | ----------- | ----------- |
| 自由民主党       | 15(1) | 9(1)     | 0(0)     | 6(0)     | 7(1)        | 10(1)       |
| 国民民主党       | 10(0) | 8(0)     | 1(0)     | 1(0)     | 1(0)        | 10(0)       |
| 公明党           | 1(0)  | 1(0)     | 0        | 0        | 0           | 1(0)        |
| 日本共産党       | 3(1)  | 3(1)     | 0        | 0        | 0           | 3(1)        |
| 社会民主党       | 3(1)  | 2(1)     | 0        | 1(0)     | 0           | 2(1)        |
| いわて県民クラブ | 5(2)  | 5(2)     | 0        | 0        | 0           | 5(2)        |
| 無所属           | 25(2) | 12(1)    | 1(0)     | 12(0)    | 3(0)        | 14(1)       |
| 合計             | 62(8) | 41(5)    | 2(0)     | 19(3)    | 8(1)        |             |

## 選挙結果
投票率：54.87％前回選挙比+2.06％

## 当選した議員
自民党   公明党   国民民主党 
 共産党 
 社民党 
 いわて県民クラブ 
 無所属(立憲民主党籍) 
 無所属(その他) 
| 盛岡市     | 上原康樹       | 千葉絢子   | 米内紘正 | 高橋但馬 | 小西和子   |
| 盛岡市     | 吉田敬子       | 高橋康介   | 軽石義則 | 小林正信 | 斉藤信     |
| 宮古       | 佐々木宣和     | 伊藤勢至   | 城内愛彦 |          |            |
| 大船渡市   | 千葉盛         |            |          |          |            |
| 花巻市     | 川村伸浩       | 佐々木順一 | 名須川晋 | 木村幸弘 |            |
| 北上       | 関根敏伸       | 佐藤ケイ子 | 高橋穏至 | 高橋元   |            |
| 久慈市     | 中平均         | 岩城元     |          |          |            |
| 遠野市     | 工藤勝子       |            |          |          |            |
| 一関市     | 神崎浩之       | 岩渕誠     | 飯沢匡   | 高田一郎 | 佐々木朋和 |
| 陸前高田市 | 佐々木茂光     |            |          |          |            |
| 釜石市     | 小野共         | 岩崎友一   |          |          |            |
| 二戸       | 松倉史朋       | 五日市王   |          |          |            |
| 八幡平     | 千葉伝         | 工藤勝博   |          |          |            |
| 奥州市     | 菅野博典       | 郷右近浩   | 千葉秀幸 | 佐々木努 | 千田美津子 |
| 滝沢       | ハクセル美穂子 | 武田哲     | 柳村一   |          |            |
| 紫波郡     | 臼沢勉         | 田村勝則   |          |          |            |
| 九戸郡     | 工藤大輔       |            |          |          |            |

出典：いわて県議選2019　開票結果岩手日報（2019年9月25日閲覧）
公示前、県政与党であった国民民主党は同じく県政与党の自由党を吸収した。旧小沢グループとそれ以外との対立により無所属出馬を選ぶ議員も少なくなく、公認議員としては1議席減らす9議席となった。ただし無所属となった旧国民民主党系の議員は概ね県政与党会派「きぼう岩手」(改革岩手より改称)に参加し、引き続き第一会派となった。
自民党は改選前を1議席上回り14議席を獲得、公明党は改選前の議席を維持したが、議長投票を巡り会派離脱者が出るなど知事選で大敗した影響を大きく受け、第一会派を逃すことになった。公明党は新人が引退議員の議席を引き継ぐことに成功した。日本共産党、社会民主党は現有議席を維持した。県政野党のいわて県民クラブは現職5名の議席を維持した。
今回の選挙でも反達増を表明している自公といわて県民クラブ、親達増の「希望いわて」と、共産、社民いずれも過半数を取れなかった。中間派の会派「創成いわて」は「いわて新政会」となり引き続きキャスティング・ボートを握ることとなった。県知事選で達増を推薦した立憲民主党推薦の議員二人はいわて新政会に参加した。

### 補欠選挙
| 年     | 月  | 選挙区     | 当選者   | 当選政党 | 欠員     | 欠員政党 | 欠員事由 |
| ------ | --- | ---------- | -------- | -------- | -------- | -------- | -------- |
| 2020年 | 1月 | 二戸選挙区 | 山下正勝 | 無所属   | 松倉史朋 | 自民党   | 当選無効 |